# Vóley playa en los Juegos Olímpicos de Los Ángeles 2028
El vóley playa en los Juegos Olímpicos de Los Ángeles 2028 se realizará en la playa de Alamitos de Long Beach, en julio de 2028.